# Oggy et les Cafards, le film
Pour plus de détails, voir Fiche technique et Distribution.
Oggy et les Cafards, le film est un film animation français réalisé par Olivier Jean-Marie, sorti en 2013. Il s'agit de l'adaptation cinématographique de la série du même nom.
Le film suit Oggy, un chat bleu, qui se retrouve à travers quatre époques différentes : la Préhistoire, le Moyen Âge, l'Angleterre victorienne à la Sherlock Holmes et le futur à la Star Wars. Oggy retrouve Jack et Bob, et trouve même l'âme sœur ; mais les cafards n'ont pas l'intention de le laisser vivre le grand amour.

## Synopsis
Quand la Terre est faite, les organismes ont été formés par la matière. Une forme bleue a été faite à partir de petites pièces. Il a flotté dans l'eau et se heurte à trois petites formes de cafards. La forme bleue les poursuit et ils évoluent en animaux et s'élèvent vers l'océan. Désormais, le centre a maintenant commencé. Maintenant, laissez-moi vous raconter comment la guerre a commencé.

### Oggy Magnon
Nous sommes plusieurs millions d’années avant notre ère, à l’époque des hommes des cavernes. Au cœur d’une vaste savane, un village peuplé de chats prospère sous la protection d’un chamane devenu chef après avoir prouvé son utilité à la tribu. Parmi ses protégés se trouve un bébé curieux : Oggy. Un jour, alors qu’il explore son environnement, le petit Oggy se brûle en touchant naïvement le feu, ce qui lui laissera une peur tenace.
Les années passent. Le chamane, devant s’absenter, confie à Oggy, désormais jeune adulte, la mission sacrée de veiller sur le feu du village. Une tâche d’autant plus difficile que le souvenir de sa brûlure hante encore le félin. Pour les cafards Joey, Marky et Dee Dee, l’occasion est parfaite : avec le feu, ils pourraient prendre le pouvoir. Après une course-poursuite effrénée, un éternuement de Joey éteint accidentellement le foyer.
Furieux à son retour, le chef-chamane ordonne à Oggy de réparer sa faute : il devra rapporter le feu depuis le volcan situé à l’horizon. Pour l’aider dans cette périlleuse mission, Jack, le meilleur chasseur du village, l’accompagne. Ensemble, ils traversent une savane peuplée de dangers, entre flore carnivore et embuscades des cafards.
Au pied du volcan, Jack tresse une corde pour escalader les versants abrupts. Au sommet, face au cratère, les deux compagnons se livrent à un chifoumi pour désigner qui descendra. Oggy perd. Mais alors qu’il amorce sa descente, les cafards interviennent et provoquent sa chute. Par chance, la paroi incurvée amortit sa chute, et le fond du volcan révèle une étonnante jungle luxuriante, sans trace de lave.
Mais le danger est toujours présent. Une tribu de chiens, dirigée par le redoutable chef Bob, capture Oggy, blessé aux pattes, pour en faire leur repas. Il est sauvé in extremis par Olivia, une chatte habitant au sommet d’une fleur géante. Elle soigne ses brûlures et allume un feu avec des pierres. Lorsque Oggy s’éveille, Olivia s’absente quelques instants. Les cafards, toujours à l’affût, profitent de son sommeil pour l’assommer et voler le feu. Mais une nouvelle fois, Olivia intervient juste à temps.
Avec le temps, Oggy et Olivia se rapprochent, découvrant ensemble les merveilles du volcan. Pendant ce temps, Jack, inquiet, descend à son tour et retrouve ses compagnons. Olivia l’invite à passer la nuit dans sa fleur.
Mais les cafards, désormais alliés à Bob, trahissent leur position. La tribu attaque en pleine nuit, brûle la fleur et capture Jack et Olivia. Oggy, quant à lui, est piégé par des lianes vivantes. Lorsqu’il revient, il ne trouve que ruines et désolation. Effondré, il finit par se relever et, déguisé en champignon, infiltre le village des chiens. Olivia, toujours captive, le reconnaît et lui conseille d’utiliser le feu pour libérer tout le monde. Mais Oggy hésite : sa peur du feu est toujours vive.
Olivia imagine alors un stratagème : elle lui promet un baiser s’il parvient à les sauver. Boosté par cette perspective, Oggy retrouve les pierres de feu, provoque un incendie maîtrisé autour du campement et sème le chaos parmi les chiens. Jack et Olivia sont libérés, et tous trois fuient en direction de l’échelle de cordes. Olivia hésite à quitter le volcan, mais Oggy la convainc. Au moment où Bob tente de les suivre, Jack coupe la corde : le danger est écarté.
De retour au village, ils découvrent que les cafards ont rapporté une torche et ont pris le pouvoir. Mais le règne est de courte durée : un nouvel éternuement de Joey éteint la flamme, et la tribu, excédée, chasse les trois usurpateurs.
Grâce aux pierres de feu, Oggy devient le nouveau chef du village. Il a affronté sa peur, sauvé ses amis et ramené la flamme sacrée. Le félin autrefois craintif est désormais Oggy Magnon, le héros du feu.

### Prince Oggy
Nous sommes en 1350, dans un royaume gouverné par le sage et fier monarque Oggy Ier, célèbre pour avoir vaincu le redoutable roi des Cafards. Une statue tout juste inaugurée trône fièrement sur la place du château, en hommage à cette victoire. Une seconde cérémonie est organisée pour transmettre l’épée de la victoire à son fils, le prince Oggy II. Mais, lors de l’événement, le prince brise accidentellement l’épée, provoquant gêne et consternation.
Le roi estime alors qu’il est urgent de forger son héritier. Il ordonne à son fils de partir à cheval, d’affronter un dragon et d’envahir le royaume voisin. Mais Oggy II, doux rêveur passionné par la couture, décline toutes ces injonctions. Agacé par tant de mollesse, Oggy Ier convoque Jack, chef des soldats, et lui confie une mission : faire de son fils un vrai prince, en échange d'une généreuse récompense.
Ainsi débute une chasse en forêt. Tandis que Jack traque le gibier, le prince s’émerveille devant un papillon qu’il tente de capturer. Jack croit avoir trouvé une proie, mais il est soudain maîtrisé par une mystérieuse jeune femme : Olivia, protectrice des animaux, accompagnée d’un énorme sanglier. Lorsqu’elle croise Oggy II, elle désapprouve immédiatement son comportement, voyant en lui un simple chasseur de papillons. Touché par ses paroles, Oggy libère l’insecte et suit Olivia jusqu’à sa cabane, où elle lui offre un morceau de tissu en souvenir.
De retour au château, Oggy déclare à ses parents qu’il a trouvé son épouse. Mais dans l’ombre, une menace se profile. Joey, fils du roi défait et désormais Chevalier Noir, élabore un plan pour venger son père : enlever Olivia et attirer le prince dans un piège. Aidé de ses complices Marky et Dee Dee, il l’enlève et la retient prisonnière dans le château cafard.
Oggy et Jack se lancent aussitôt à sa rescousse, mais le château est bien défendu, notamment par Bob, chien de garde corrompu. Après maintes péripéties, ils réussissent à pénétrer l’enceinte du donjon, mais se retrouvent piégés avec Olivia dans la plus haute tour. C’est alors que le prince a une idée : confectionner une corde à partir des rideaux pour s’échapper. Les cafards, cependant, font exploser le pont de pierre menant à la sortie.
C’est sans compter sur le sanglier d’Olivia, qui appelle une nuée d’oiseaux. Le trio est transporté de l’autre côté des falaises, sain et sauf.
Le mariage d’Oggy et Olivia est organisé peu après, mais une ultime attaque des cafards vient gâcher la fête. Une nouvelle bataille éclate entre Oggy et Joey. Le prince l’emporte finalement, mettant fin aux agissements du chevalier noir.
Oggy et Olivia se marient enfin, et le royaume célèbre leur union. Quant aux cafards, ils finissent enfermés dans une cage suspendue… au cou de Bob, condamné à les surveiller jusqu’à nouvel ordre.

### L'incroyable Oggy Watson
Décembre 1899, la brume hivernale enveloppe Londres, alors qu'une montgolfière dérive au-dessus des toits noircis de suie. Tandis que le passage au XXe siècle approche, les rues vibrent d’effervescence. Dans une élégante maison de style art nouveau, nichée au cœur de Baker Street, vivent deux esprits brillants : Jack Holmes, détective excentrique mais génial, et le Dr Oggy Watson, son fidèle compagnon, médecin et inventeur à ses heures perdues.
Ce matin-là, alors que Holmes scrute les colonnes du Times, Oggy, affairé en cuisine, découvre par hasard une méthode révolutionnaire pour relever des empreintes digitales à l’aide de poivre noir moulu. Son excitation est vite interrompue par une visite impromptue.
Olivia, l’horlogère du quartier, fait irruption, bouleversée. Un objet d’une valeur inestimable vient d’être dérobé dans sa boutique. Oggy, charmé dès le premier regard, promet de l’aider sans hésiter. Avec Holmes, ils se rendent à l’horlogerie, et grâce à la méthode du poivre, identifient rapidement les coupables : Dee-Dee et Marky, deux cafards bien connus du duo, à la solde de leur frère Joey, désormais devenu un redoutable génie du crime sous le nom de Moriarty.
Mais alors que l'enquête progresse, le plan machiavélique de Joey se met en marche : à l’aide d’un faux témoin, il parvient à faire accuser Jack Holmes du vol. Le célèbre détective est arrêté par Bob de Scotland Yard et incarcéré dans la Tour de Londres, redevenue prison pour l’occasion.
Décidés à libérer leur ami, Oggy et Olivia s’envolent dans un étrange aéronef conçu par le docteur lui-même. Mais alors qu’ils survolent la Tamise, Bob les repère et tire sur l’appareil. Celui-ci s’écrase non loin de la prison… mais le duo parvient miraculeusement à s’en sortir et à libérer Jack.
Pendant ce temps, les cafards dérobent une bombe expérimentale géante, fruit des recherches secrètes de l’armée britannique. Leur objectif : faire exploser Big Ben à minuit, au moment exact où la reine Victoria prononcera son discours de Nouvel An, au pied de la célèbre horloge.
De retour à Londres, le trio comprend enfin la clé du mystère : l’objet volé dans la boutique d’Olivia n’est autre que la clef d’accès au mécanisme central de l’horloge. Olivia, horlogère de génie, se charge alors de désamorcer la bombe, tandis que Oggy et Jack s’introduisent dans les entrailles métalliques de Big Ben pour affronter les cafards dans un duel chaotique au milieu des rouages géants.
En pleine bataille, Jack chute accidentellement entre deux engrenages, mais réussit à bloquer temporairement le mécanisme, ralentissant l’horloge juste assez longtemps pour qu’Olivia neutralise l’explosif à temps. La reine est sauvée.
Mais tout n’est pas terminé. Les cafards s’échappent à bord d’un dirigeable, qu’ils incendient accidentellement avec des fusées volées. Le ballon s’embrase dans le ciel de Londres, illuminant la nuit comme un feu d’artifice grotesque.
Alors que Bob vient féliciter le trio de héros, un dernier rebondissement survient : un dérèglement du mécanisme de Big Ben entraîne la chute du cadran… directement sur la reine ! Contre toute attente, elle s’en sort indemne, légèrement décoiffée mais toujours altière.
Dans la confusion, Bob se ravise brusquement et ordonne la poursuite de Jack et Oggy, désormais accusés de trouble à l’ordre royal.
Et pendant que la foule célèbre l’arrivée de l’an 1900, les deux héros fuient dans la nuit londonienne, riant sous la pluie, prêts pour de nouvelles aventures.

### Oggy Wars
Dans un futur lointain, au cœur d’une galaxie dominée par le chaos, une menace pèse sur la Planète Verte, joyau de biodiversité et dernier refuge naturel de l’univers. Bob, tyran galactique, s’apprête à anéantir ce monde paisible à l’aide d’un canon laser colossal, installé à bord de sa base spatiale géante : le Bob Star.
Mais un héros inattendu s’élève : Oggy, dernier espoir d’une résistance oubliée. Armé de son courage et d’un vieux vaisseau rouillé, il infiltre la station ennemie. Là, il affronte ses éternels rivaux : Dee-Dee, Marky et Joey, les cafards, devenus gardiens du canon et soldats du mal.
Dans un duel chaotique et burlesque, Oggy et les cafards s’affrontent parmi les conduits d’énergie et les plateformes mobiles. Leur combat les mène au-dessus du puits de tir principal, gigantesque cylindre incandescent au cœur du Bob Star. Suspendus au-dessus du vide, tous quatre luttent pour survivre.
Les cafards, pris de panique, appellent Bob à l’aide. Mais au lieu de les secourir, le despote active le rayon destructeur. Dans une lumière aveuglante, Oggy et les cafards sont pulvérisés, leurs corps se fragmentant en particules flottantes, éparpillées dans le vide spatial.
Le rayon s’apprête à frapper la Planète Verte. Mais au dernier moment, Jack, pilote rebelle et ingénieur de génie, surgit à bord de son petit vaisseau. D’un geste précis, il déploie un minuscule miroir devant le faisceau. Le laser est dévié, frappe le Bob Star de plein fouet… et le fait exploser dans un cataclysme de lumière et de métal fondu.
Dans le silence qui suit, les particules d’Oggy dérivent doucement jusqu’à l’océan émeraude de la Planète Verte. Là, une étrange magie naturelle opère : les fragments se regroupent, fusionnent… et Oggy renaît, intact, sur le rivage, comme au tout début.
Mais il n’est pas seul.
Trois autres formes se recomposent à leur tour : les cafards, ressuscités eux aussi. À peine reconstitués, ils s’enfuient en piaillant. Oggy les poursuit, encore une fois.
Mais cette fois, leur course prend un détour inattendu : une faille temporelle s’ouvre devant eux. Oggy et les cafards la traversent, précipités à travers les âges de l’univers : époques anciennes, mondes futurs, civilisations disparues. À chaque étape, ils adoptent une nouvelle forme, de plus en plus proche de leur forme originelle.
Finalement, le cycle reprend. Comme s’ils étaient condamnés à revivre éternellement ce conflit absurde, au fil des siècles, des dimensions… et des reboots.

## Fiche technique
- Titre : (OETLC) Oggy et les Cafards, le film
- Réalisation : Olivier Jean-Marie
- Scénario : Olivier Jean-Marie, d'après les personnages créés par Jean-Yves Raimbaud
- Direction artistique : Jean Journaux
- Décors : Alexandre Thomas
- Montage : Patrick Ducruet
- Musique : Vincent Artaud
- Production : Marc du Pontavice
  - Production exécutive : Marie-Laurence Turpin
- Sociétés de production : Xilam, France 3 Cinéma, Films du Gorak et Cube Creative (séquence en 3D)
- Société de distribution : BAC Films
- Pays d'origine :  France
- Format : couleur - 1,85:1 - son Dolby Digital
- Budget : 5 000 000 €[1]
- Durée : 80 minutes
- Dates de sortie :
  - France : 13 juin 2013 (Festival international du film d'animation d'Annecy), 7 août 2013 (sortie nationale)

## Accueil

### Accueil critique
Le film reçoit un accueil mitigé. Sur le site Allociné, la presse lui donne une moyenne de 2,5/5 basée sur treize critiques presse. Les spectateurs lui donnent une moyenne de 2,9/5.
Sur le site de l'Internet Movie Database, il reçoit la note de 6,2/10.

### Box-office
Le film fait 61 730 entrées lors de son premier jour d'exploitation, pour un total de 142 232 entrées sur le territoire français, loin de l'objectif d'Olivier Jean-Marie qui espérait au moins 500 000 entrées.

## Distinctions

### Récompenses
- Festival du film Européen de Séville 2013 : meilleur film pour Olivier Jean-Marie[6]

### Nominations
- Festival du film Nuits noires de Tallinn 2013 : meilleur film pour enfants[7]
- Festival Paris Cinéma 2013 : catégorie « Avant-premières »[8]